# Halve maan (vesting)

Rechtsboven (8) de Halve Maan

Een halve maan is een in de hoofdgracht gelegen buitenwerk van een vesting, met als taak de dekking van de saillant van het bastion of ravelijn; de benaming is ontleend aan de naar binnen gebogen achterzijde (de keel); soms ten onrechte gebruikt voor ravelijn.